# Hombres (película)
Hombres (en inglés, The Men) es una película dramática estadounidense en 1950 dirigida por Fred Zinnemann y producida por Stanley Kramer, con guion de Carl Foreman. La película está protagonizada por Marlon Brando, Teresa Wright y Everett Sloane en los papeles principales. 

## Argumento
Un teniente estadounidense de la Segunda Guerra Mundial es seriamente herido en combate y lo deja en silla de ruedas. eso le provocará muchos problemas para aceptarse a sí mismo y, a su vez, poder reintegrarse en la sociedad. Hospital General del Ejército de Birmingham en  Van Nuys, California se utilizó como hospital de recuperación. Marlon Brando "se registró" él mismo para ponerse en el papel de parapléjico y así entender el papel.

## Reparto
- Marlon Brando como Ken Wilocek
- Teresa Wright como Ellen
- Everett Sloane como Dr. Brock
- Jack Webb como Norm
- Richard Erdman como Leo
- Arthur Jurado como Angel
- Virginia Farmer como Enfermera Robbins
- Dorothy Tree como madre de Ellen
- Howard St. John como el padre de Ellen

## Acogida de la crítica
The Men fue bien recibida en líneas generales. Bosley Crowther del The New York Times escribió al respecto: «Stern en sus insinuaciones de las terribles consecuencias de la guerra, esta película es un drama inquietante y conmovedor, así como gratificante, para tener en este momento.» Variety también le dio una buena crítica, en la que dijo: «El productor Stanley Kramer se centra en el difícil tema cinematográfico de los parapléjicos, tratados de forma tan experta como para ser sensibles, conmovedores y, sin embargo, en una película entretenida y de buen humor.»

## Premios y distinciones
Premios Óscar
| Año  | Categoría               | Persona      | Resultado |
| ---- | ----------------------- | ------------ | --------- |
| 1951 | Mejor argumento y guion | Carl Foreman | Nominado  |